# Placas
Placas é um município brasileiro do estado do Pará, pertencente à Mesorregião do Baixo Amazonas.

## História
O município foi criado em 1997.
A denominação do município surgiu do grande número de placas existentes em determinado trecho da rodovia BR 230.

## Geografia
Possui uma área demográfica de 7.194,1 Km2, localizado a uma latitude 03º52'04" sul e longitude 54º13'12" oeste. A uma altitude de 95m. De acordo com o Censo IBGE 2015 possui uma população estimada de 28.533.

### Problemas socioambientais
Devido aos altos índices de devastação florestal, em 9 de novembro de 2023, o município de Rio Branco foi incluído na relação de municípios situados no bioma Amazônia considerados prioritários pelo governo federal para ações de prevenção, controle e redução dos desmatamentos e degradação florestal.